# Great Dunham
 (juillet 2023).
Great Dunham est une paroisse civile et un village du Norfolk, en Angleterre.